# Корнеліс Пійнакер Гордейк
Корнеліс Пійнакер Гордейк (нід. Cornelis Pijnacker Hordijk; 13 квітня 1847 — 3 вересня 1908) — нідерландський юрист, політик, професор, міністр внутрішніх справ, п'ятдесят другий генерал-губернатор Голландської Ост-Індії.

## Біографія

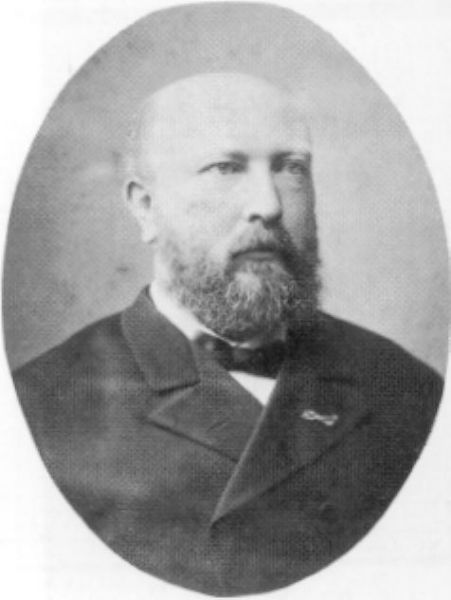
Корнеліс Пійнакер Гордейк

Корнеліс Пійнакер Гордейк навчався в Утрехтському університеті. Став професором конституційного і римського права в Амстердамі 27 квітня 1874 року і професором старого голландського права в Утрехті 7 жовтня 1881 року. Викладав в Амстердамському і Утрехтському університетах, був ректором першого.
Гордейк був міністром внутрішніх справ з 9 лютого 1882 по 22 квітня 1883 року. Був губернатором провінції Дренте і генерал-губернатором Голландської Ост-Індії